# Văn miếu (Huế)
Xem các công trình có tên Văn miếu tại bài Văn miếu (định hướng)
Dưới triều nhà Nguyễn, Văn Miếu của cả triều đại và cũng là của toàn quốc được chính thức xây dựng vào năm 1808 dưới triều vua Gia Long. Miếu được xây dựng uy nghi đồ sộ, nằm bên bờ sông Hương, thuộc địa phận thôn An Bình, làng An Ninh, phía Tây Kinh thành Huế. Văn Miếu Huế hay Văn Thánh Huế là cách gọi tắt của Văn Thánh Miếu được xây dựng tại Huế

## Lịch sử

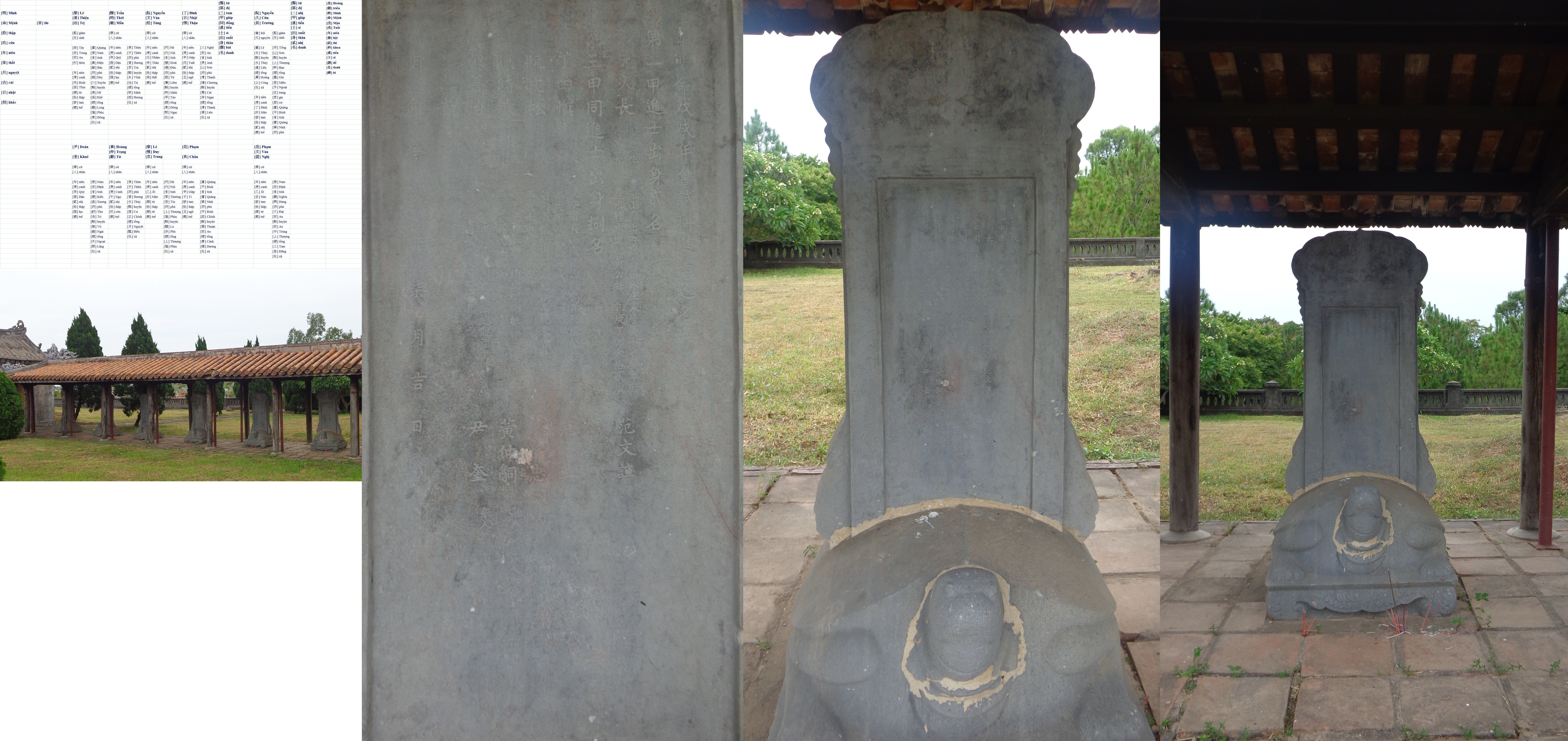
Văn bia đề danh Tiến sĩ nho học Việt Nam, khoa thi năm Mậu Tuất (1838) đặt tại Văn Thánh Miếu Huế, bia thứ 6 nhà bia Hữu vu.

Khi các chúa Nguyễn mở mang khai phá phương Nam, Văn Miếu được thiết lập ở Phú Xuân, tại làng Triều Sơn và được xem như Văn Miếu riêng của Đàng Trong, nhưng không rõ thời điểm xây dựng. Đến năm Canh Dần (1770) dưới triều của Định Vương Nguyễn Phúc Thuần, Văn Miếu được dời đến xã Long Hồ. Đến thời nhà Nguyễn, Văn Miếu được xây dựng dưới triều vua Gia Long, ngôi miếu cũ được giữ lại để làm Khải Thánh Từ, tức miếu thờ cha mẹ của Khổng Tử.
Việc xây dựng Văn Miếu được tiến hành từ ngày 17 tháng 4 đến ngày 18 tháng 9 năm 1808, vua Gia Long ra lệnh làm các đồ tự khí mới để thờ, thay thế các đồ cũ và tượng thánh hiền được thay bằng bài vị.
Suốt thời Gia Long trị vì, triều đình nhà Nguyễn chỉ mở các khoa thi hương nên không có tấm bia tiến sĩ nào được dựng ở Văn Miếu. Đến thời Minh Mạng mới mở các khoa thi hội, nên bia tiến sĩ cũng bắt đầu được dựng. Các "tiến sĩ đề danh bi" được lần lượt dựng lên ở sân Văn Miếu từ năm 1831 đến năm 1919, năm có khoa thi Hội cuối cùng dưới thời vua Khải Định.
Văn Miếu Huế đã được tu sửa, làm mới một số đồ thờ và xây dựng thêm một số công trình phụ vào các năm 1818 (thời Gia Long); 1820, 1822, 1830, 1840 (thời Minh Mạng); 1895, 1903 (thời Thành Thái). Đến năm 1947, khi quân đội Pháp tái chiếm Huế và đồn trú tại đây đã gây thiệt hại cho di tích này. Lúc đó, các bài vị thờ ở Văn Thánh được đưa về bảo quản tại chùa Thiên Mụ .

## Kiến trúc

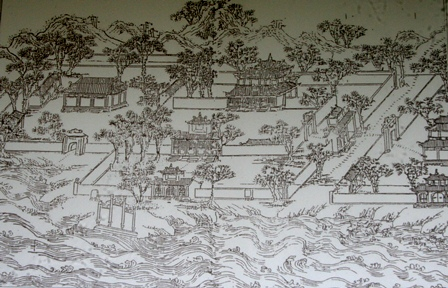
Khuôn viên toàn cảnh Văn miếu Huế (bên phải hình tức bên trái Văn miếu là khuôn viên Võ miếu Huế). Tranh vẽ do Bộ Công nhà Nguyễn vẽ năm 1844, niên hiệu Thiệu Trị.

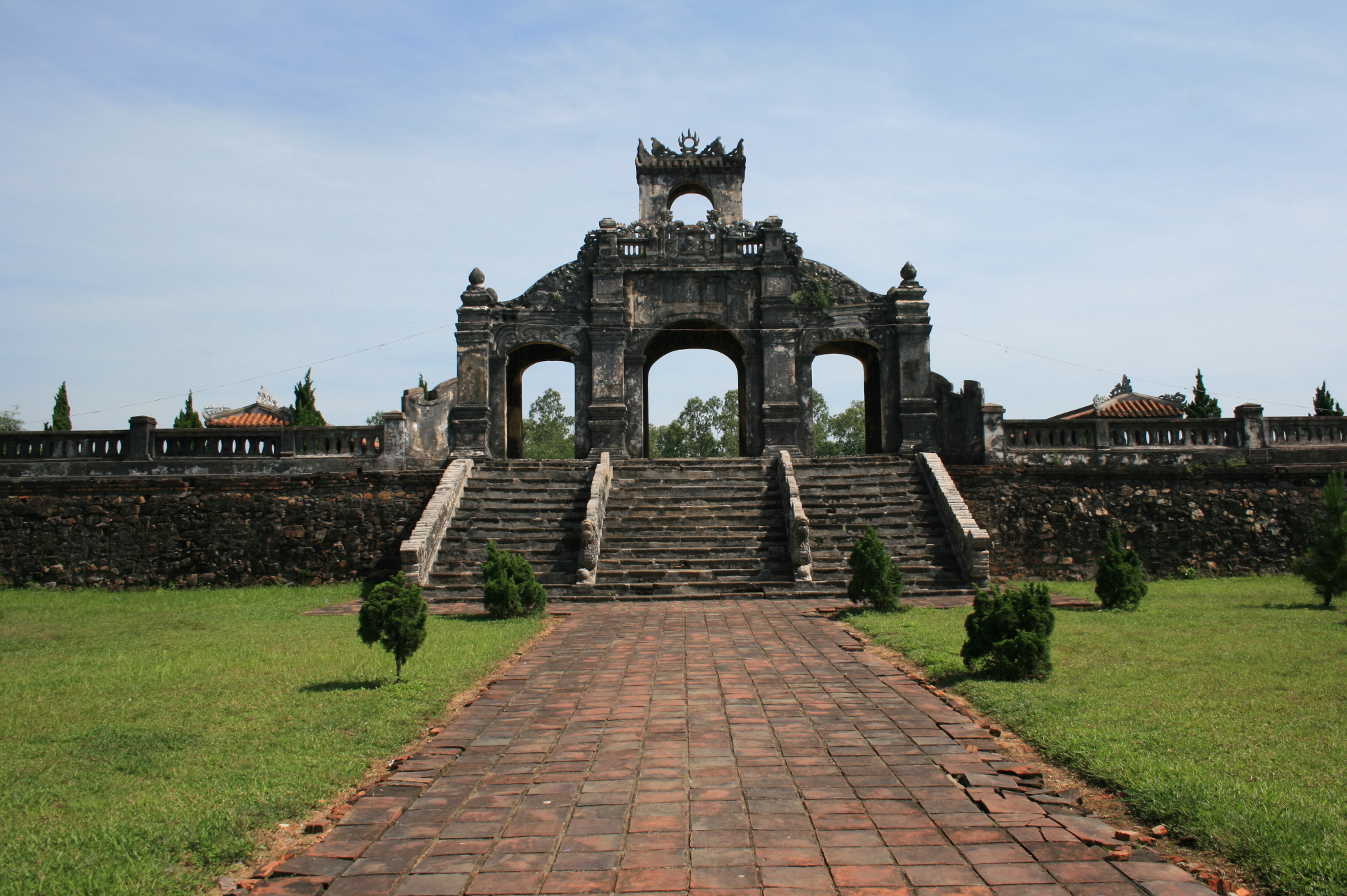
Đại Thành Môn, Văn Thánh miếu Huế.

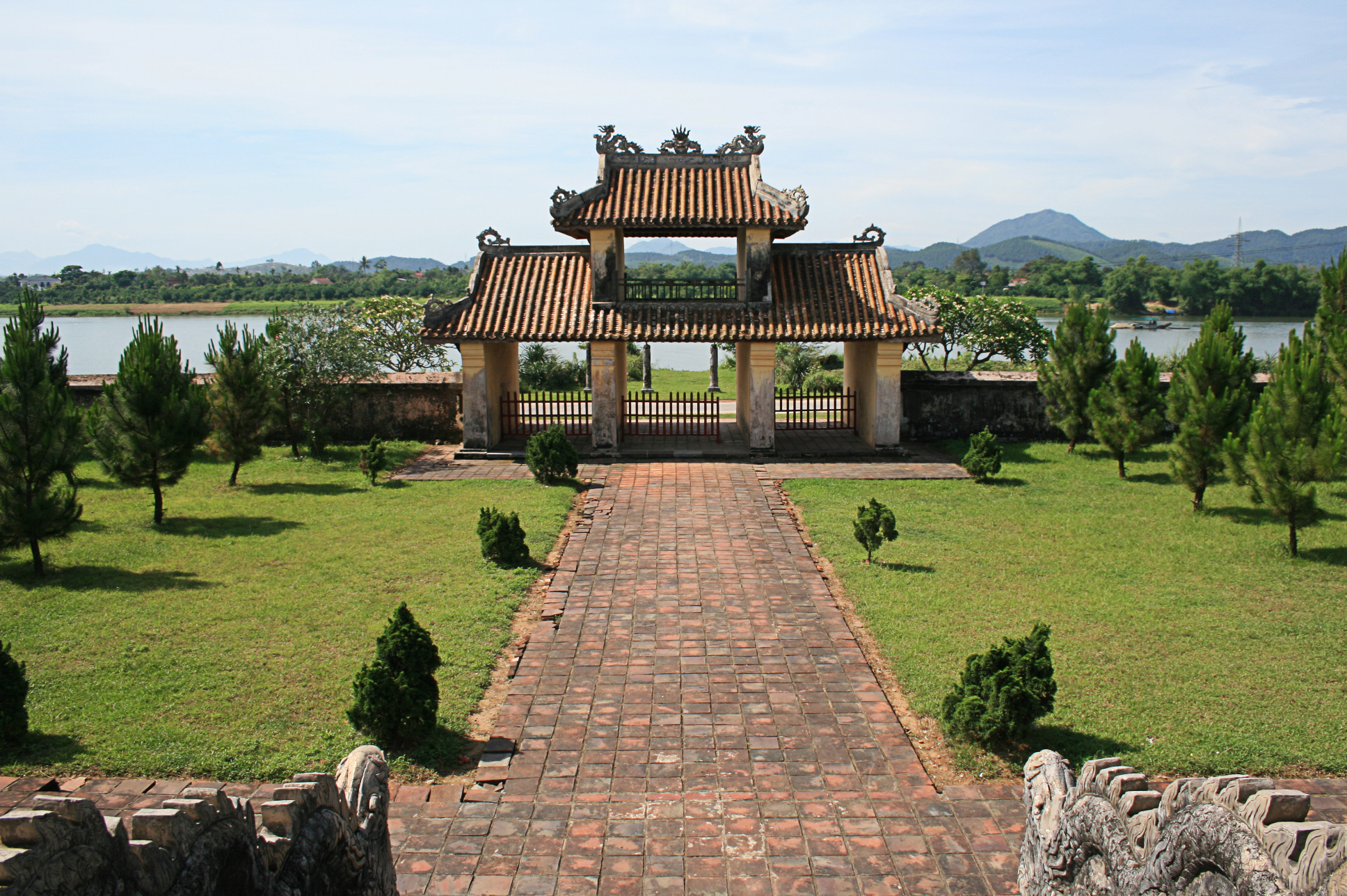
Văn Miếu môn, cổng chính của Văn Thánh miếu

Khi còn nguyên vẹn, nơi đây có gần 20 công trình lớn như: Đại Thành điện, Đông vu, Tây vu, Thần trù, Thần khố, Hữu Văn đường, Duỵ Lễ đường, nhà Thổ Công, Đại Thành môn, Văn Miếu môn, Quan Đức môn, Linh Tinh môn, la thành, bến vua ngự...
Từ Đại Thành môn (大成門) nhìn vào phía trong, ngay chính giữa có ngôi đại điện thờ Khổng Tử gọi là Đại Thành điện (大成殿). Đây là kiến trúc trọng yếu của Văn Miếu, toàn bộ được dựng trên một nền cao, dài chừng 32m, rộng 25m. Cấu trúc của ngôi đại điện theo lối trùng thiềm điệp ốc truyền thống của Huế. Ở hai bên trước điện Đại Thành, dựng hai ngôi nhà đối diện nhau là Đông Vu và Tây Vu đều bảy gian.
Trước sân miếu, có hai nhà bia, bên phải có tấm bia khắc bài văn bia "Thánh Tổ Nhân Hoàng đế dụ: Cung giám bất đắc liệt tấn thân" (vua Minh Mạng dụ về việc Thái giám không được liệt vào hạng quan lại); bia ở nhà bia bên trái khắc bài văn bia "Hiến Tổ Chương Hoàng đế dụ: Ngoại thích bất đắc thân chính" (vua Thiệu Trị dụ về việc bà con bên ngoại của vua không được tham gia chính quyền).

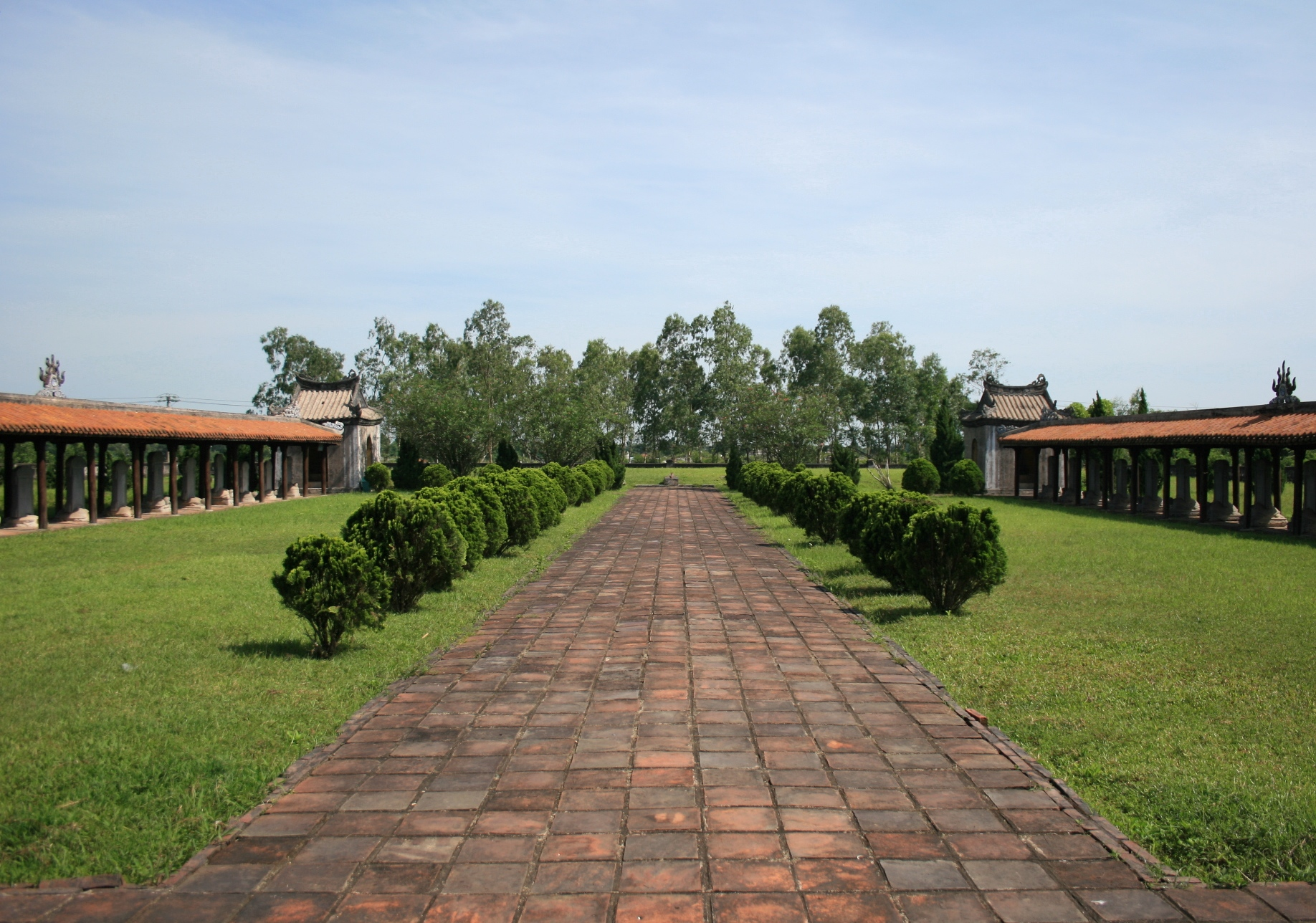
Bia tiến sĩ tại Văn Thánh Huế

Phía ngoài cổng Đại Thành, bên trái có Hữu Văn đường; bên phải xây Duỵ Lễ đường. Đây là những ngôi nhà kiểu một gian hai chái dùng để vua quan nghỉ chân sửa soạn lễ phục trước khi vào tế ở miếu. Phía trước là hai dãy gồm 32 tấm bia, khắc tên 293 vị Tiến sĩ triều Nguyễn, bắt đầu từ khoa thi đầu tiên năm Minh Mạng thứ 3 (1822) đến khoa thi cuối cùng vào năm Khải Định thứ 4 (1919).
Trước cổng Văn Miếu, gần bờ sông có cửa Linh Tinh môn (欞星門) gồm bốn trụ xây bằng gạch, phần trên trang trí pháp lam. Tấm biển ở giữa phía trước có đề bốn chữ Hán lớn "Đạo Tại Lưỡng Gian" (đạo giữa trời đất); mặt sau đề bốn chữ Hán tương đương "Trác Việt Thiên Cổ" (vượt cao ngàn xưa). Hai bên khu vực trước cổng Văn Miếu có tấm bia "Khuynh cái hạ mã" (nghiêng lọng xuống ngựa).
Văn Miếu Huế được xây dựng ngoài việc thờ Khổng Tử còn thờ Tứ Phối: Nhan Tử, Tăng Tử, Tử Tư và Mạnh Tử, cùng Thập Nhị Triết. Đông Vu và Tây Vu gồm 14 án, thờ các Tiên Hiền và Tiên Nho, những người có công trong việc phát triển đạo Nho. Đối với việc thờ phụng, triều Nguyễn cho lập bài vị bằng gỗ gọi là linh vị, mộc chủ, thần chủ để thờ và buộc tất cả các địa phương nơi nào thờ Khổng Tử bằng hình tượng đều phải thay thế bằng bài vị mộc chủ, còn các tượng thì phải lựa chọn nơi sạch sẽ chôn đi vì triều Nguyễn cho rằng thờ bằng hình tượng là thiếu trang trọng, thiếu lễ độ đối với người đã khuất, cho nên ngay cả bàn thờ các vua Nguyễn cũng không hề thờ bằng hình tượng.
Trên 32 tấm bia đá tại Văn Thánh Huế, có ghi họ tên, tuổi tác và quê quán của 293 vị tiến sĩ, một số nhân vật đó là: Phan Thanh Giản; Phan Đình Phùng; Tống Duy Tân; Nguyễn Xuân Ôn; Đinh Văn Chất; Phạm Văn Nghị; Dương Khuê; Nguyễn Thượng Hiền; Nguyễn Khuyến; Chu Mạnh Trinh; Đào Nguyên Phổ; Ngô Đức Kế; Huỳnh Thúc Kháng; Vũ Phạm Hàm...

## Văn Thánh trong ca dao
Văn Thánh trồng thông, Võ Thánh trồng bàng
Ngó vô Xã Tắc hai hàng mù u 